# 筒井城の戦い

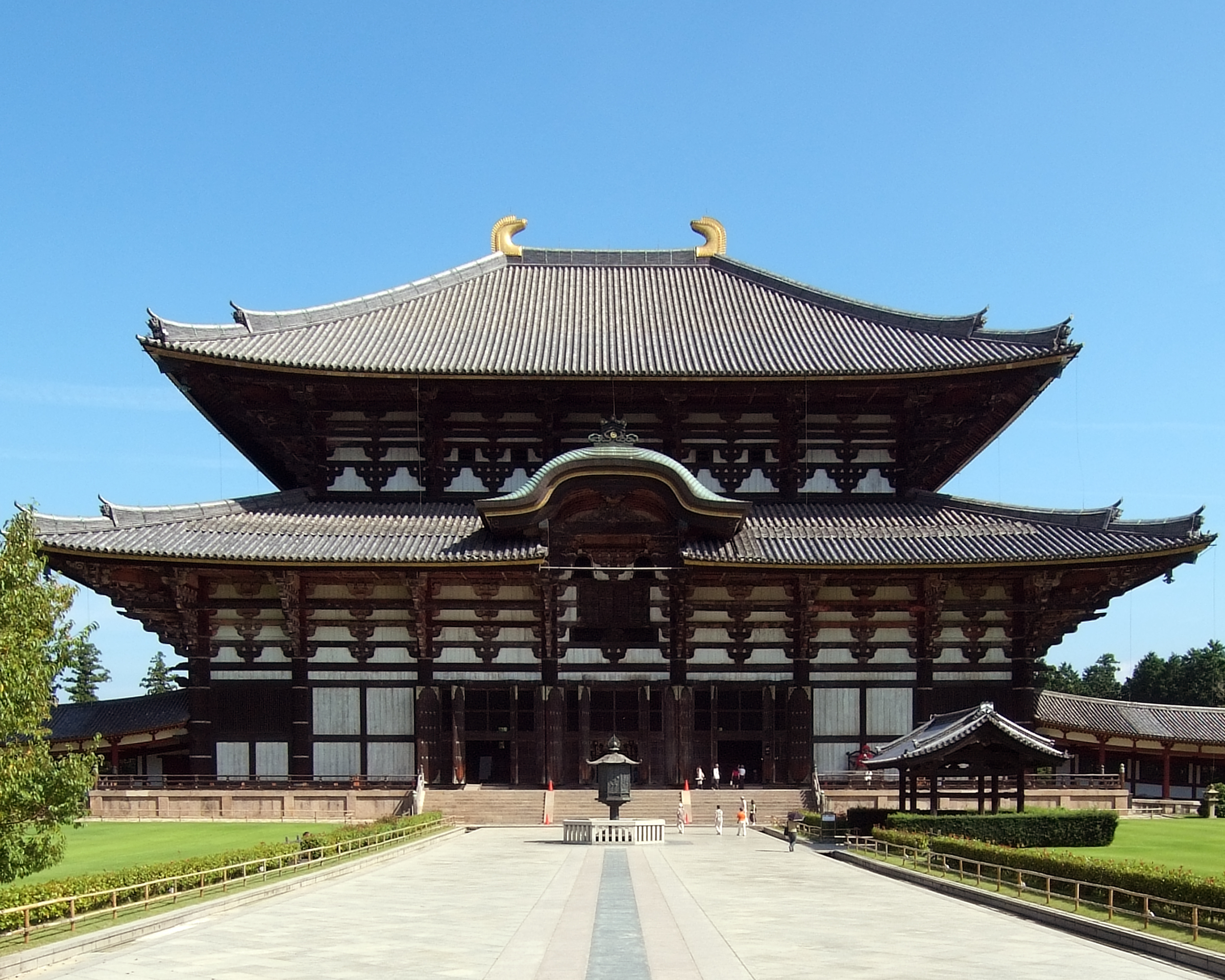
現在の東大寺大仏殿

筒井城の戦い（つついじょうのたたかい）は、永禄8年（1565年）から永禄11年（1568年）の間に筒井順慶と松永久秀によって大和筒井城周辺で3度に渡って繰り広げられた攻城戦を含む合戦。同時期に大和では本項の戦いと並行して東大寺大仏殿の戦いも起きている。

## 第六次筒井城の戦い

### 開戦までの状況

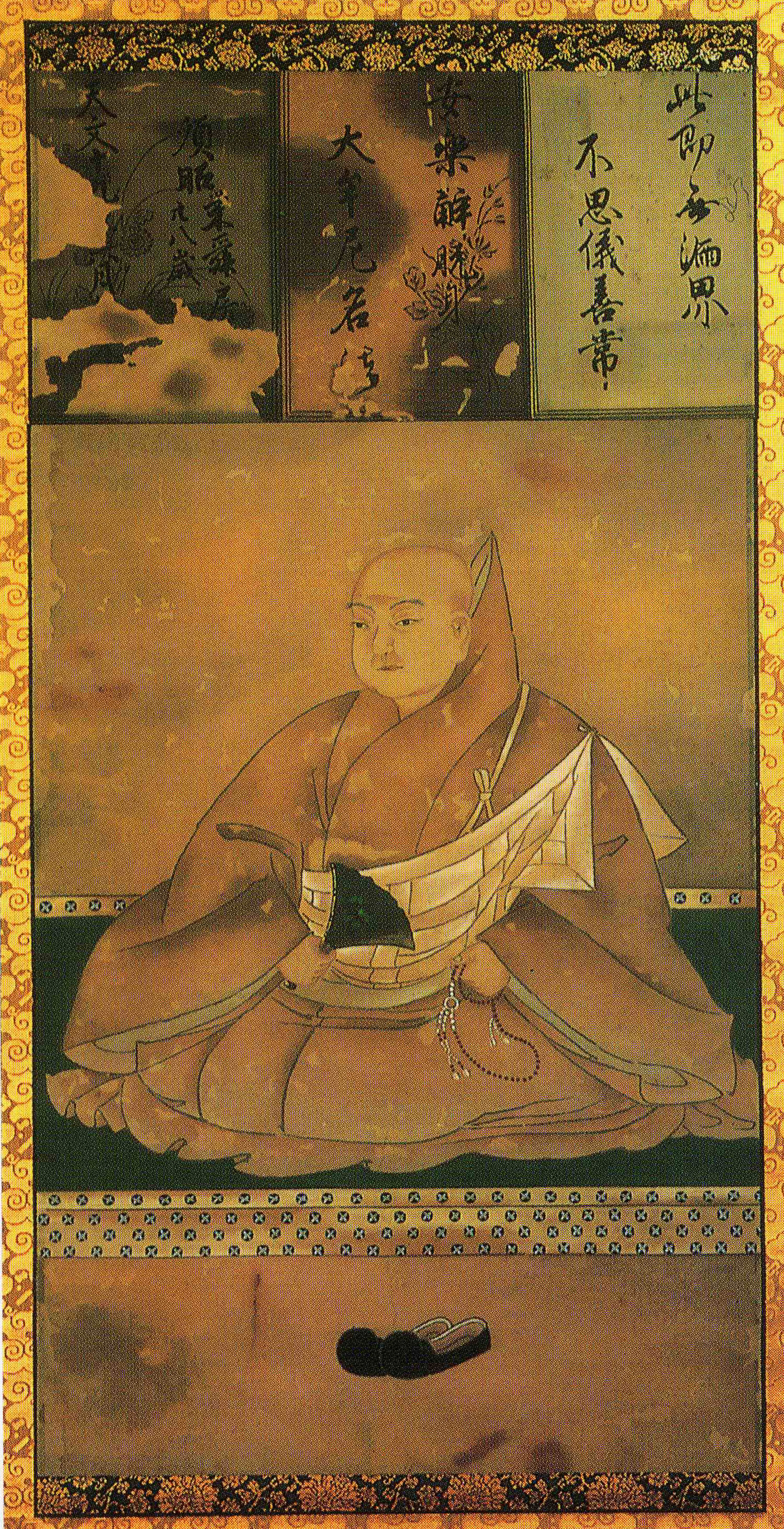
筒井順昭画像

筒井順慶は幼名を「藤勝」といい父筒井順昭と母お方の間に、天文18年（1549年）3月3日に産まれた。しかし、それから2年後の天文20年（1551年）に父は28歳で病死してしまう。その後筒井氏は宿老の森好之、島清興、松倉重信の3人に守られながら、大和の国人衆と筒井党を従えていく。
この時、筒井党の党首である順慶はまだ幼く、大和に松永久秀が侵入してきた。まず久秀は信貴山に山城・信貴山城を改修し、次いで奈良に多聞山城を築城した。筒井城からみて、西と北から筒井城を牽制する体制を整えたと思われている。
久秀が本格的に大和に侵入してきたのは永禄2年（1559年）からで、平野部から東山内にかけて筒井党に属していた国人衆の諸城を攻略していった。しかし、なぜか本格的な筒井城への攻撃はなかったようである。詳しい理由は解っていないが、「筒井城を支える与力衆の城を落とすことで、自然と孤立して弱体化するのを待つ兵法であった。ここには、軍学家として優れた久秀の戦術観がみられる」とされている。
久秀は順慶と対立していく一方で三好三人衆とも敵対する。かつて久秀が仕えていた三好長慶は最盛期に畿内と四国にかけて9カ国を支配下に置く当時日本最大の戦国大名であった。しかしその長慶も飯盛山城で病死すると跡目をめぐり対立することになる。永禄の変では三好三人衆と協調路線をとっていた久秀であったが「分別、才覚人に優れ、武勇は無双、大慾心深い」と酷評を得た人物だけに、三好三人衆とことごとく対立していくことになる。それが表沙汰になったのは、三好三人衆方であった三好康長と篠原長房らが謀り、阿波公方と称されていた足利義栄より「久秀打倒」の御教書を得たことによる。これにより、双方の対立が決定的になった。

### 戦いの状況
長慶の甥で三好氏の当主となった三好義継や三好三人衆と筒井順慶は同盟を結び、反松永軍を結成することになる。永禄8年（1565年）11月16日、手始めに三好軍は松永軍に属していた飯盛山城を攻撃した。しかしこの動きを察知したのか、飯盛山城の報復であったのか、2日後の11月18日に筒井軍と歩調が揃わないうちに松永軍が筒井城に攻撃してきた。奇襲攻撃であったと思われている。当時相手方に使用されないよう、退避する場合に城を焼くのが常であったが、今回その余裕もなかったようである。この戦いについて、「国中心替衆数多存之云々」（『多聞院日記』）と記載されており、手際の良さに、箸尾高春、高田当次郎らの国人衆が順慶を見限って松永軍に寝返った様子が窺える。その結果、「布施城へ被入了」（『多聞院日記』）と記されているように、筒井軍は筒井党であった布施城を頼って落ち延びた。また高田当次郎らの寝返りに激怒した順慶は、同年11月26日に高田当次郎の居城高田城を襲って城下を焼討ちした。

## 第七次筒井城の戦い

### 開戦までの状況

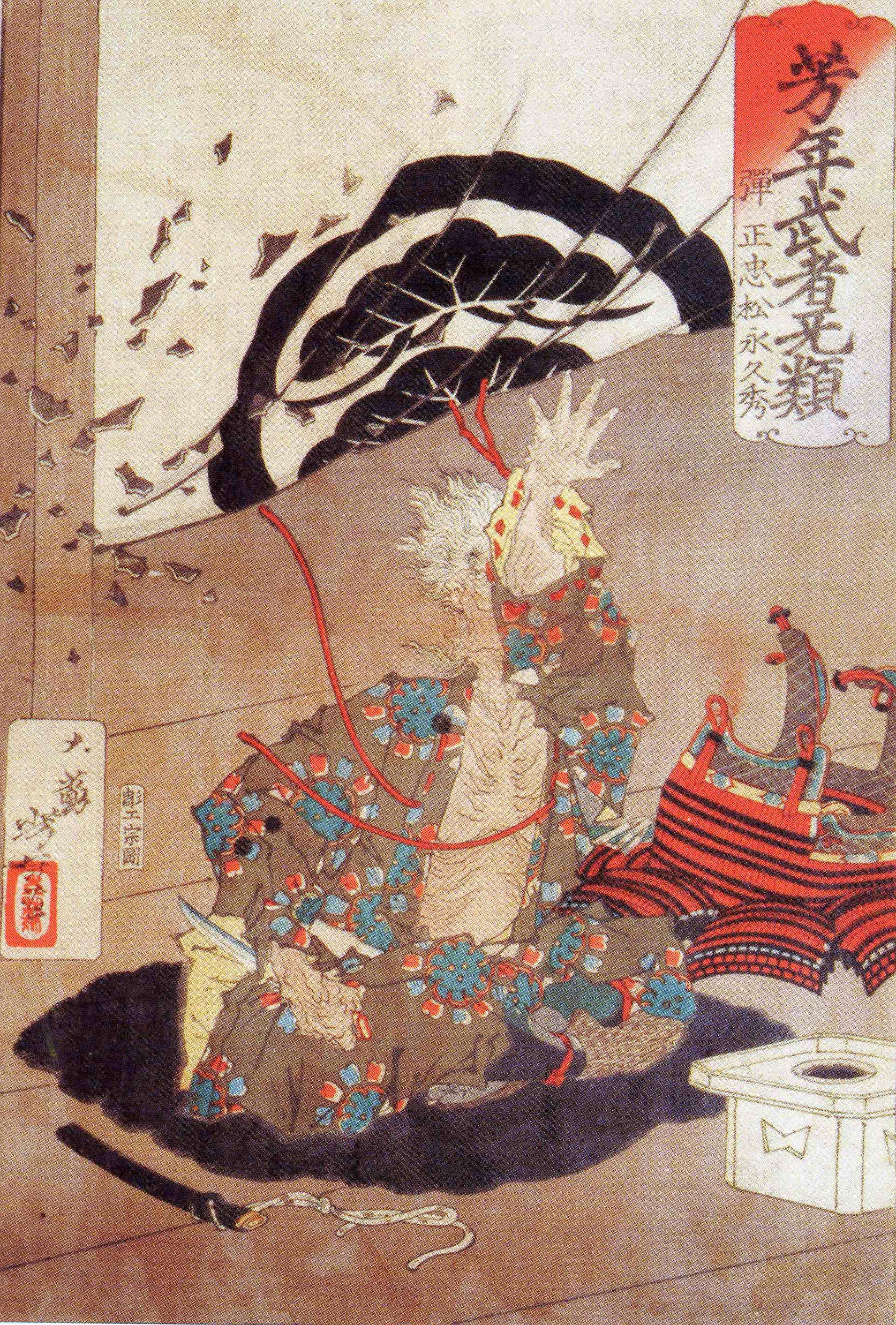
松永久秀画像

第六次筒井城の戦いでは敗れた順慶であったが、三好三人衆軍との連携を強化し盛り返していった。
まず順慶は筒井城の東南約6kmに位置する井戸城に対して中坊秀祐を将とする増援軍2千を送り込み、松永軍の動きに対応するため備えた。筒井城は多聞山城と信貴山城の中間地点にあり、松永軍は繋ぎの城として重要視したようで、翌永禄9年（1566年）1月6日、松永久秀自身が指揮をして筒井城に兵糧と将兵を搬入した。また殆ど日が経過していない同年1月24日に、今度は息子の松永久通が兵糧を運び入れようとしていた。この動きを察知した筒井軍はそれを阻止するために出兵した。この時の筒井軍の戦力はまだ整っておらず大規模な軍勢としてではなく、小規模な軍勢であったと思われている。しかし少数であったことが幸いしたのか、久通隊に対して多くの死傷者を与えた。この敗戦にもかかわらず筒井城を重要な拠点として捉えていたのか、4日後の1月29日に久通隊が再び兵糧を搬入した。
その後も松永軍は筒井城に補給を続けたようだが、同年4月11日に順慶と三好三人衆の連合軍は7千の兵で奈良近辺に押し寄せ、翌4月12日に松永軍の偵察隊と交戦したが、両軍は激しく激突するまでには至っていなかったようである。翌4月13日には多聞山城の南側の古市に侵入、また同年4月21日には美濃庄城が筒井・三人衆連合軍へ降伏し、城を明け渡したので形勢は筒井・三人衆連合軍側に逆転しつつあった。
劣勢にあった松永軍は奇策に出た。「松永霜台いかなる事やらん、和州多聞城を出」（『細川両家記』）とあるように、久秀は同年5月19日に多聞山城を出立し摂津の国人衆や畠山高政軍と合流し、三人衆の畿内の本拠地である堺を6千の兵で包囲した。しかし三人軍の動きも素早く松永軍の後を追って、1万5千余の兵で松永軍を逆に包囲した。久秀は会合衆に仲介を申し出、和議を取り付けた。

### 戦いの状況
この和議を結んでいる最中に、堺に出兵していたため手薄になっていた筒井城を筒井軍が攻撃した。まず筒井軍は筒井城の周りを取り囲んでいた陣所を襲い、これを焼き払った後に筒井城を攻め立て、同年6月8日に筒井城は落城し順慶の手に戻った。これ以降筒井城は松永軍の攻撃への要の城として使用されていくことになる。

この戦いは三人衆軍は堺に出向いていたため筒井軍が単独で奪回したものと思われている。頻繁に松永軍が補給したのにもかかわらず、攻城戦にあたって筒井軍に大きな損害が出なかった理由として、「堺表の敗北から完全に立ち直っていなかったことと、もうひとつには、阿波にあった三好家の被官篠原長房が摂津兵庫に上陸するべく軍勢をととのえていたために、その対策に迫られた久秀には、腰を据えて筒井城を守り抜くゆとりがなかったからである」と指摘されている。

## 第八次筒井城の戦い

### 開戦までの状況

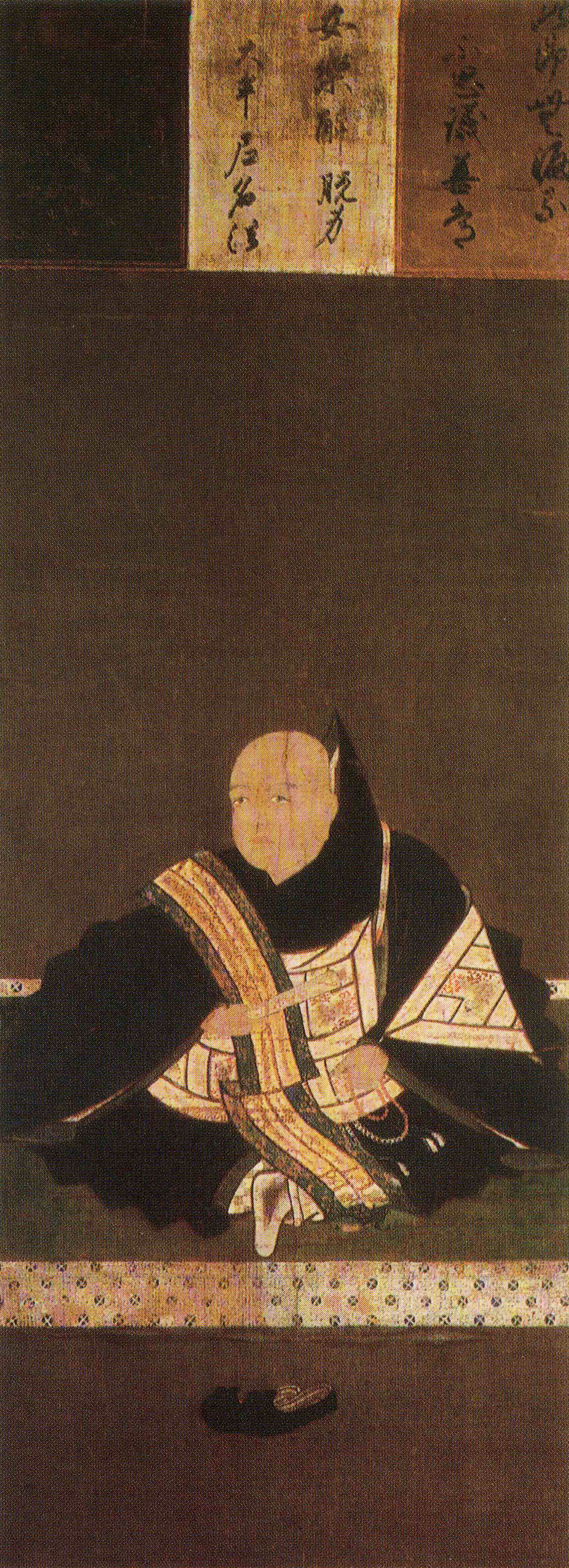
筒井順慶画像

その後三好三人衆は、黙していた三好長慶の死を世間に公開し、摂津、山城の各諸城を落城させていく。劣勢になっていた松永久秀に翌永禄10年（1567年）4月6日、三好義継らが保護を求め、金山某、三好康長、安見宗房らも同調したようである。これにより松永軍は活気づき、逆に激怒した三好三人衆は再び大和に入国し、筒井軍と連携し多聞山城を攻撃する。
この多聞山城を攻城しているさなかの同年9月28日、筒井順慶は春日大社を詣でた。この時、宗慶権大僧都を戒師として得し、筒井藤政から改名し「筒井陽舜房順慶」と名乗り、正式に興福寺衆徒となった。18歳であった。
その後東大寺大仏殿の戦いとなり、勝利した松永軍であったが、三人衆・筒井連合軍と断続的な交戦状態にあった。翌永禄11年（1568年）6月29日、信貴山城の戦いで信貴山城が落城すると、同年9月2日、山城木津城にいた三人衆の1人三好政康が兵3千で大和に侵攻し、それに筒井軍が応じ多聞山城を攻撃し、松永軍は再び窮地に立つことになる。

この久秀を助けたのが、観音寺城の戦いで勝利し同年9月26日に上洛を果たしたばかりの織田信長である。この時に久秀は京都にいる信長に質子を入れ恭順の意を示す。その後織田軍は、三人衆の1人岩成友通の勝竜寺城を同年9月28日、更には三好長逸の芥川山城を同年9月30日に落城させると10日間ほど芥川山城に入った。この時の様子は、「門前二出仕ノ馬車市ヲナシ、耳目ヲ驚カス有様ナリ」（『足利季世記』）

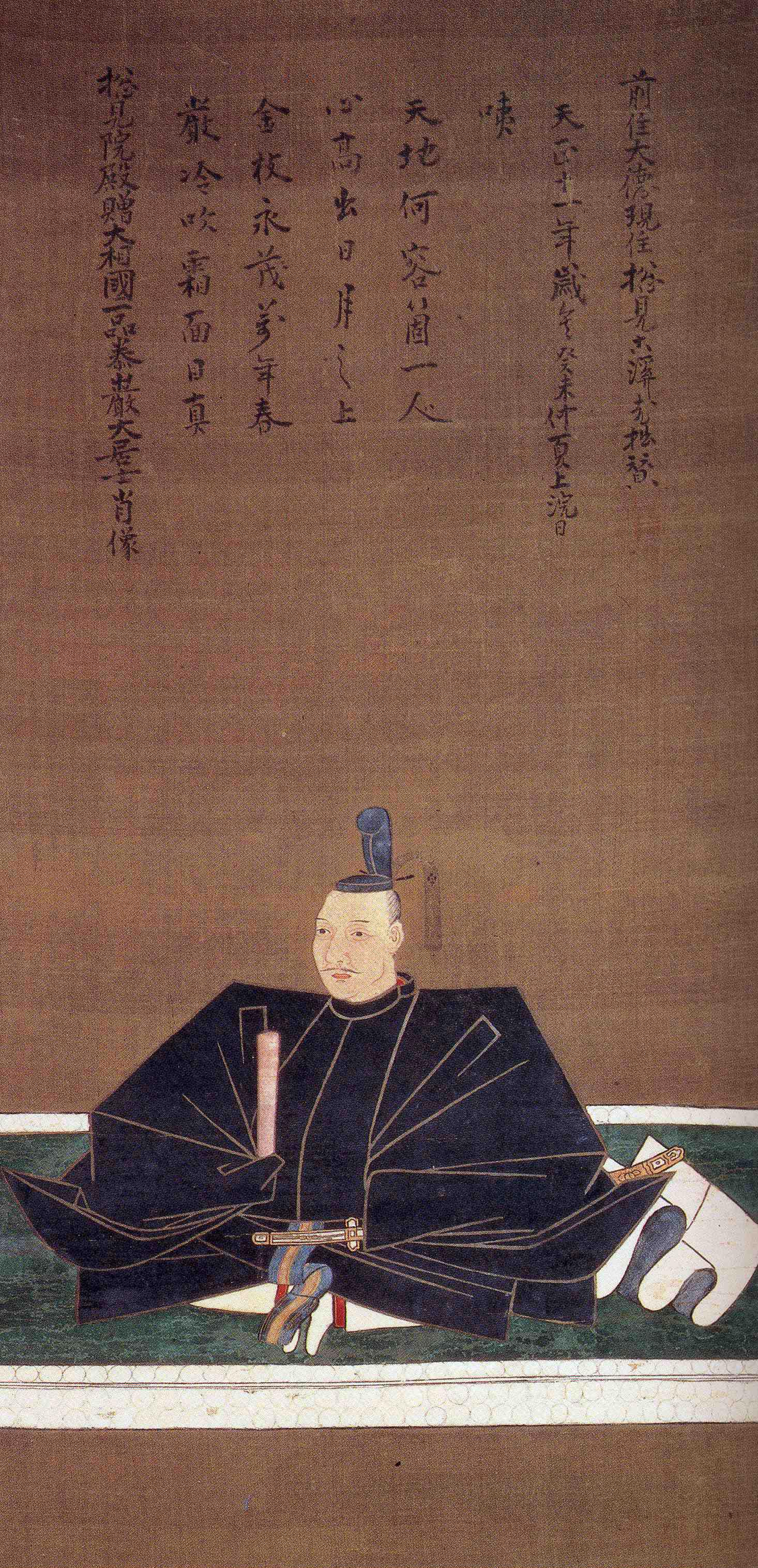
織田信長像

とあり、数多くの諸将の来訪があり信長へ味方したようである。その中に松永久秀・久通父子と三好義継の姿もあった。3人は10月4日に芥川山城で信長に拝謁し、信長は義継には河内上半国守護と若江城を畠山高政には河内下半国守護を与え、松永父子には「手柄次第切取ヘシ」と大和を武力で奪い取るよう命じた。同日、筒井軍の与力衆も信長に同行していた足利義昭に拝謁し、織田軍に属することを求めたようだが、こちらは拒否されたようである。

### 戦いの状況
信長は細川藤孝、佐久間信盛、和田惟政ら2万の援軍の約束をし、久秀は再び大和に帰国し攻勢に出た。六角氏や三人衆を破った織田軍の軍事力は脅威的と見たのか、筒井軍を見限って松永軍に合力する者もいた。代表格は菅田備前守で、第六次筒井城の戦いで既に寝返った箸尾高春らと共に同年9月25日、十市城を攻撃し放火して回った。それ以外にも郡山向井氏、小泉秀元らも松永久秀に通じたようである。
孤立した筒井軍に松永軍が攻撃したのは同年10月6日、攻城の先方を勤めたのは昨日まで筒井軍にいた郡山向井隊である。信長の援軍が到着する松永軍の士気は高いと思われている。まず城下の家々を焼き払った。城の間際まで焼き、筒井軍も防戦したが、次第に討ち取られていき、筒井城が落城したのは2日後の同年10月8日の夕刻であった。順慶は東山中の福住中定城に逃走した。

## 戦後の状況
織田軍の援軍が大和に入国したのは、2日後の同年10月10日に唐招提寺に陣を張ったと思われている。その後10月15日に豊田城が、11月15日に十市城が落城したのをはじめ、多くの大和の諸城やその城下が焼き討ちにあったり落城したりで大和は一旦久秀の手に落ちる事になる。しかし元亀2年（1571年）8月4日、辰市城の戦いで松永軍が敗北すると、明智光秀の仲介のもと織田軍への帰属が許され、順慶は筒井城に帰城できた。